# Reino (álbum)
Reino é um álbum de estúdio da cantora brasileira Aline Barros, lançado em julho de 2019 pelo selo AB Records, com distribuição da gravadora Sony Music Brasil. As gravações do projeto ocorreram em 11 de agosto de 2018 na Fortaleza de Santa Cruz da Barra, em Niterói.
O disco representa o lado congregacional da música de Aline Barros, como uma espécie de contraste ao som pop do álbum Viva, de 2018. Reino contou com produção musical e arranjos do tecladista Hananiel Eduardo.
Pensado como um projeto visual, Reino também conteve imagens gravadas na Fortaleza de Santa Cruz da Barra, ponto turístico de Niterói, no estado do  Rio de Janeiro. Os clipes das canções foram lançados gradualmente no canal de Aline Barros.
O álbum foi vencedor do Grammy Latino em 2020.

## Antecedentes
Aline Barros anunciou Reino inicialmente em 2018, quando também anunciou Viva. Os dois projetos foram produzidos simultaneamente e pensados como extended play (EP), mas ultrapassaram o tempo do formato, sendo considerados álbuns. Enquanto Viva representou o lado mais pop da artista, Reino seria um registro com influências do canto congregacional, com músicas para o ambiente de igreja.

## Certificados
| Obra          | Certificação | Tipo do Produto |
| ------------- | ------------ | --------------- |
| Autor da Vida | Diamante     | Single          |
| Reino         | Ouro         | Álbum           |

## Lançamento e recepção
| Críticas profissionais | Críticas profissionais |
| Avaliações da crítica  | Avaliações da crítica  |
| Fonte                  | Avaliação              |
| ---------------------- | ---------------------- |
| Super Gospel           | [ 9 ]                  |

Reino foi lançado exclusivamente nas plataformas digitais em 9 de julho de 2019 pelo selo AB Records, com distribuição da gravadora Sony Music Brasil. Para divulgação, vários teasers de Aline cantando os singles do álbum em formato acústico foram divulgados, conforme a proximidade do lançamento de cada. Duas canções foram lançados sem captações ao vivo: "Autor da Vida" e "Tempo". 
O álbum foi recebido de forma favorável pela mídia especializada. Em crítica publicada pelo Super Gospel, foi afirmado que o "repertório do álbum é bom", apesar de avaliações negativas pontuais em torno da produção musical de Hananiel Eduardo.

## Faixas
| N.º            | Título          | Compositor(es)                   | Duração |  |
| 1.             | "Tempo"         | Aline Barros Pr. Lucas           | 04:48   |  |
| 2.             | "Invencível"    | Aline Barros Pr. Lucas           | 04:01   |  |
| 3.             | "Autor da Vida" | Clovis Pinho                     | 05:05   |  |
| 4.             | "Terceiro Dia"  | Aline Barros Edilson de Oliveira | 05:13   |  |
| 5.             | "Meu Pai"       | Aline Barros Hananiel Eduardo    | 05:23   |  |
| 6.             | "O Rei"         | Aline Barros Hananiel Eduardo    | 07:01   |  |
| 7.             | "Feliz Demais"  | Diego Mates                      | 03:41   |  |
| Duração total: | Duração total:  | Duração total:                   | 38:12   |  |